# Фрюхт
Фрюхт (нем. Frücht) — община в Германии, в земле Рейнланд-Пфальц. 
Входит в состав района Рейн-Лан. Подчиняется управлению Бад Эмс.  Население составляет 598 человек (на 31 декабря 2010 года). Занимает площадь 5,53 км².